# Économie des îles Féroé
Cet article fournit diverses informations sur l'économie des îles Féroé, une province autonome du royaume du Danemark situé au nord de la péninsule du Danemark.

## Généralités
Après les problèmes économiques du début des années 1990, dus à une chute de la pêche et une mauvaise gestion économique, les îles Féroé sont revenues dans la course avec un taux de chômage ayant décru jusqu'à 5 % mi-98. En 2006, le chômage a décru jusqu'à 3 %, un des plus bas d'Europe. Néanmoins, la totale dépendance de l'économie à la pêche implique une grande vulnérabilité de la région vis-à-vis des problèmes liés à cette activité. La ressource halieutique (aquaculture incluse) constitue 90 % des exportations. Les îles Féroé essaient d'intégrer dans leur économie des industries agroalimentaires liées à la pêche. 
L'extraction de pétrole au large des Féroé offre de grandes perspectives de prospérité aux Féroïens. 
Depuis l'été 2012, la compagnie norvégienne Statoil a obtenu des concessions pour prospecter à l'est de l'archipel avec des sous-sols prometteurs. Mais en 2001, les recherches menées par BP n'avaient alors découvert que des gisements non exploitables économiquement. 
L'aide danoise, environ 10 % du PIB, est également un facteur important de l'économie.
Depuis 2000, des projets de développement du secteur de l'information et de la communication ont été mis en place. Les résultats sont encore incertains, mais des espoirs ont été placés dans cette voie de diversification.
Le faible taux de chômage est en fait plus dû à l'exode massif des jeunes, en particulier à destination du Danemark, qu'à la bonne santé de l'économie. Cet exode est potentiellement fortement pénalisant pour le développement d'industries et de services à haute valeur ajoutée, tels les TIC.

## Différends sur la pêche
En 2010, l'Écosse et la Norvège ont protesté contre les îles Féroé, accusant les pêcheurs féroïens de dépassements importants de leurs quotas de pêche au maquereau.
En 2013, les îles Féroé ont annoncé qu'en raison d'une augmentation des quantités de harengs se trouvant dans leurs zones de pêche, elles augmenteraient de leur propre chef leurs quotas de pêche. L'Union européenne (dont les îles Féroé ne font pas partie) a alors accusé l'archipel de pratiquer la surpêche et a imposé une interdiction d'importation des harengs et des maquereaux en provenance des îles Féroé sur le marché européen. Finalement, cette mesure d'interdiction a été levée en août 2014 à la suite d'un accord politique entre l'UE et les Iles Feroé.